# Heimesreutin
Heimesreutin (mundartlich: Homməsritə) ist ein Gemeindeteil der bayerisch-schwäbischen Großen Kreisstadt Lindau (Bodensee).

## Geografie
Das Dorf liegt nördlich des Stadtteils Hochbuch, südlich von Oberreitnau und der Einöde Goldschmiedsmühle. Der Stadtteil Aeschach liegt im Südosten von Heimesreutin. Nordöstlich befindet sich das Dorf Oberrengersweiler.  
| Schönau  | Goldschmiedsmühle                           | Weiler    |
| Schönau  | Kompassrose, die auf Nachbargemeinden zeigt | Schönbühl |
| Hochbuch | Hochbuch                                    | Aeschach  |

## Geschichte
Heimesreutin wurde urkundlich erstmals im Jahr 1295 als Hummensrüti erwähnt. Der Ortsname bezieht sich auf einen Personennamen mit dem Erstglied Hun-, wie etwa Hunwart oder Hunbert.  Heimesreutin wurde am 1. Februar 1922 mit der Gemeinde Aeschach nach Lindau eingemeindet.

## Verkehr
Heimesreutin ist im ÖPNV durch den Stadtbus Lindau erschlossen.